# ليندا وير
ليندا وير (بالإنجليزية: Linda Ware)‏ هي ممثلة أمريكية، ولدت في 1925، وتوفيت في 1975.

## وصلات خارجية
- ليندا وير على موقع IMDb (الإنجليزية)
- ليندا وير على موقع قاعدة بيانات الفيلم (الإنجليزية)